# Этюд братьев Платовых
|   | a | b | c | d | e | f | g | h |   |
| - | --- | --- | --- | --- | --- | --- | --- | --- | - |
| 8 | e7 белый слон · h7 чёрная пешка · d5 чёрная пешка · h5 белая пешка · d3 белая пешка · e3 чёрный король · g3 белый король · a2 чёрная пешка · g1 белый конь | e7 белый слон · h7 чёрная пешка · d5 чёрная пешка · h5 белая пешка · d3 белая пешка · e3 чёрный король · g3 белый король · a2 чёрная пешка · g1 белый конь | e7 белый слон · h7 чёрная пешка · d5 чёрная пешка · h5 белая пешка · d3 белая пешка · e3 чёрный король · g3 белый король · a2 чёрная пешка · g1 белый конь | e7 белый слон · h7 чёрная пешка · d5 чёрная пешка · h5 белая пешка · d3 белая пешка · e3 чёрный король · g3 белый король · a2 чёрная пешка · g1 белый конь | e7 белый слон · h7 чёрная пешка · d5 чёрная пешка · h5 белая пешка · d3 белая пешка · e3 чёрный король · g3 белый король · a2 чёрная пешка · g1 белый конь | e7 белый слон · h7 чёрная пешка · d5 чёрная пешка · h5 белая пешка · d3 белая пешка · e3 чёрный король · g3 белый король · a2 чёрная пешка · g1 белый конь | e7 белый слон · h7 чёрная пешка · d5 чёрная пешка · h5 белая пешка · d3 белая пешка · e3 чёрный король · g3 белый король · a2 чёрная пешка · g1 белый конь | e7 белый слон · h7 чёрная пешка · d5 чёрная пешка · h5 белая пешка · d3 белая пешка · e3 чёрный король · g3 белый король · a2 чёрная пешка · g1 белый конь | 8 |
| 7 | e7 белый слон · h7 чёрная пешка · d5 чёрная пешка · h5 белая пешка · d3 белая пешка · e3 чёрный король · g3 белый король · a2 чёрная пешка · g1 белый конь | e7 белый слон · h7 чёрная пешка · d5 чёрная пешка · h5 белая пешка · d3 белая пешка · e3 чёрный король · g3 белый король · a2 чёрная пешка · g1 белый конь | e7 белый слон · h7 чёрная пешка · d5 чёрная пешка · h5 белая пешка · d3 белая пешка · e3 чёрный король · g3 белый король · a2 чёрная пешка · g1 белый конь | e7 белый слон · h7 чёрная пешка · d5 чёрная пешка · h5 белая пешка · d3 белая пешка · e3 чёрный король · g3 белый король · a2 чёрная пешка · g1 белый конь | e7 белый слон · h7 чёрная пешка · d5 чёрная пешка · h5 белая пешка · d3 белая пешка · e3 чёрный король · g3 белый король · a2 чёрная пешка · g1 белый конь | e7 белый слон · h7 чёрная пешка · d5 чёрная пешка · h5 белая пешка · d3 белая пешка · e3 чёрный король · g3 белый король · a2 чёрная пешка · g1 белый конь | e7 белый слон · h7 чёрная пешка · d5 чёрная пешка · h5 белая пешка · d3 белая пешка · e3 чёрный король · g3 белый король · a2 чёрная пешка · g1 белый конь | e7 белый слон · h7 чёрная пешка · d5 чёрная пешка · h5 белая пешка · d3 белая пешка · e3 чёрный король · g3 белый король · a2 чёрная пешка · g1 белый конь | 7 |
| 6 | e7 белый слон · h7 чёрная пешка · d5 чёрная пешка · h5 белая пешка · d3 белая пешка · e3 чёрный король · g3 белый король · a2 чёрная пешка · g1 белый конь | e7 белый слон · h7 чёрная пешка · d5 чёрная пешка · h5 белая пешка · d3 белая пешка · e3 чёрный король · g3 белый король · a2 чёрная пешка · g1 белый конь | e7 белый слон · h7 чёрная пешка · d5 чёрная пешка · h5 белая пешка · d3 белая пешка · e3 чёрный король · g3 белый король · a2 чёрная пешка · g1 белый конь | e7 белый слон · h7 чёрная пешка · d5 чёрная пешка · h5 белая пешка · d3 белая пешка · e3 чёрный король · g3 белый король · a2 чёрная пешка · g1 белый конь | e7 белый слон · h7 чёрная пешка · d5 чёрная пешка · h5 белая пешка · d3 белая пешка · e3 чёрный король · g3 белый король · a2 чёрная пешка · g1 белый конь | e7 белый слон · h7 чёрная пешка · d5 чёрная пешка · h5 белая пешка · d3 белая пешка · e3 чёрный король · g3 белый король · a2 чёрная пешка · g1 белый конь | e7 белый слон · h7 чёрная пешка · d5 чёрная пешка · h5 белая пешка · d3 белая пешка · e3 чёрный король · g3 белый король · a2 чёрная пешка · g1 белый конь | e7 белый слон · h7 чёрная пешка · d5 чёрная пешка · h5 белая пешка · d3 белая пешка · e3 чёрный король · g3 белый король · a2 чёрная пешка · g1 белый конь | 6 |
| 5 | e7 белый слон · h7 чёрная пешка · d5 чёрная пешка · h5 белая пешка · d3 белая пешка · e3 чёрный король · g3 белый король · a2 чёрная пешка · g1 белый конь | e7 белый слон · h7 чёрная пешка · d5 чёрная пешка · h5 белая пешка · d3 белая пешка · e3 чёрный король · g3 белый король · a2 чёрная пешка · g1 белый конь | e7 белый слон · h7 чёрная пешка · d5 чёрная пешка · h5 белая пешка · d3 белая пешка · e3 чёрный король · g3 белый король · a2 чёрная пешка · g1 белый конь | e7 белый слон · h7 чёрная пешка · d5 чёрная пешка · h5 белая пешка · d3 белая пешка · e3 чёрный король · g3 белый король · a2 чёрная пешка · g1 белый конь | e7 белый слон · h7 чёрная пешка · d5 чёрная пешка · h5 белая пешка · d3 белая пешка · e3 чёрный король · g3 белый король · a2 чёрная пешка · g1 белый конь | e7 белый слон · h7 чёрная пешка · d5 чёрная пешка · h5 белая пешка · d3 белая пешка · e3 чёрный король · g3 белый король · a2 чёрная пешка · g1 белый конь | e7 белый слон · h7 чёрная пешка · d5 чёрная пешка · h5 белая пешка · d3 белая пешка · e3 чёрный король · g3 белый король · a2 чёрная пешка · g1 белый конь | e7 белый слон · h7 чёрная пешка · d5 чёрная пешка · h5 белая пешка · d3 белая пешка · e3 чёрный король · g3 белый король · a2 чёрная пешка · g1 белый конь | 5 |
| 4 | e7 белый слон · h7 чёрная пешка · d5 чёрная пешка · h5 белая пешка · d3 белая пешка · e3 чёрный король · g3 белый король · a2 чёрная пешка · g1 белый конь | e7 белый слон · h7 чёрная пешка · d5 чёрная пешка · h5 белая пешка · d3 белая пешка · e3 чёрный король · g3 белый король · a2 чёрная пешка · g1 белый конь | e7 белый слон · h7 чёрная пешка · d5 чёрная пешка · h5 белая пешка · d3 белая пешка · e3 чёрный король · g3 белый король · a2 чёрная пешка · g1 белый конь | e7 белый слон · h7 чёрная пешка · d5 чёрная пешка · h5 белая пешка · d3 белая пешка · e3 чёрный король · g3 белый король · a2 чёрная пешка · g1 белый конь | e7 белый слон · h7 чёрная пешка · d5 чёрная пешка · h5 белая пешка · d3 белая пешка · e3 чёрный король · g3 белый король · a2 чёрная пешка · g1 белый конь | e7 белый слон · h7 чёрная пешка · d5 чёрная пешка · h5 белая пешка · d3 белая пешка · e3 чёрный король · g3 белый король · a2 чёрная пешка · g1 белый конь | e7 белый слон · h7 чёрная пешка · d5 чёрная пешка · h5 белая пешка · d3 белая пешка · e3 чёрный король · g3 белый король · a2 чёрная пешка · g1 белый конь | e7 белый слон · h7 чёрная пешка · d5 чёрная пешка · h5 белая пешка · d3 белая пешка · e3 чёрный король · g3 белый король · a2 чёрная пешка · g1 белый конь | 4 |
| 3 | e7 белый слон · h7 чёрная пешка · d5 чёрная пешка · h5 белая пешка · d3 белая пешка · e3 чёрный король · g3 белый король · a2 чёрная пешка · g1 белый конь | e7 белый слон · h7 чёрная пешка · d5 чёрная пешка · h5 белая пешка · d3 белая пешка · e3 чёрный король · g3 белый король · a2 чёрная пешка · g1 белый конь | e7 белый слон · h7 чёрная пешка · d5 чёрная пешка · h5 белая пешка · d3 белая пешка · e3 чёрный король · g3 белый король · a2 чёрная пешка · g1 белый конь | e7 белый слон · h7 чёрная пешка · d5 чёрная пешка · h5 белая пешка · d3 белая пешка · e3 чёрный король · g3 белый король · a2 чёрная пешка · g1 белый конь | e7 белый слон · h7 чёрная пешка · d5 чёрная пешка · h5 белая пешка · d3 белая пешка · e3 чёрный король · g3 белый король · a2 чёрная пешка · g1 белый конь | e7 белый слон · h7 чёрная пешка · d5 чёрная пешка · h5 белая пешка · d3 белая пешка · e3 чёрный король · g3 белый король · a2 чёрная пешка · g1 белый конь | e7 белый слон · h7 чёрная пешка · d5 чёрная пешка · h5 белая пешка · d3 белая пешка · e3 чёрный король · g3 белый король · a2 чёрная пешка · g1 белый конь | e7 белый слон · h7 чёрная пешка · d5 чёрная пешка · h5 белая пешка · d3 белая пешка · e3 чёрный король · g3 белый король · a2 чёрная пешка · g1 белый конь | 3 |
| 2 | e7 белый слон · h7 чёрная пешка · d5 чёрная пешка · h5 белая пешка · d3 белая пешка · e3 чёрный король · g3 белый король · a2 чёрная пешка · g1 белый конь | e7 белый слон · h7 чёрная пешка · d5 чёрная пешка · h5 белая пешка · d3 белая пешка · e3 чёрный король · g3 белый король · a2 чёрная пешка · g1 белый конь | e7 белый слон · h7 чёрная пешка · d5 чёрная пешка · h5 белая пешка · d3 белая пешка · e3 чёрный король · g3 белый король · a2 чёрная пешка · g1 белый конь | e7 белый слон · h7 чёрная пешка · d5 чёрная пешка · h5 белая пешка · d3 белая пешка · e3 чёрный король · g3 белый король · a2 чёрная пешка · g1 белый конь | e7 белый слон · h7 чёрная пешка · d5 чёрная пешка · h5 белая пешка · d3 белая пешка · e3 чёрный король · g3 белый король · a2 чёрная пешка · g1 белый конь | e7 белый слон · h7 чёрная пешка · d5 чёрная пешка · h5 белая пешка · d3 белая пешка · e3 чёрный король · g3 белый король · a2 чёрная пешка · g1 белый конь | e7 белый слон · h7 чёрная пешка · d5 чёрная пешка · h5 белая пешка · d3 белая пешка · e3 чёрный король · g3 белый король · a2 чёрная пешка · g1 белый конь | e7 белый слон · h7 чёрная пешка · d5 чёрная пешка · h5 белая пешка · d3 белая пешка · e3 чёрный король · g3 белый король · a2 чёрная пешка · g1 белый конь | 2 |
| 1 | e7 белый слон · h7 чёрная пешка · d5 чёрная пешка · h5 белая пешка · d3 белая пешка · e3 чёрный король · g3 белый король · a2 чёрная пешка · g1 белый конь | e7 белый слон · h7 чёрная пешка · d5 чёрная пешка · h5 белая пешка · d3 белая пешка · e3 чёрный король · g3 белый король · a2 чёрная пешка · g1 белый конь | e7 белый слон · h7 чёрная пешка · d5 чёрная пешка · h5 белая пешка · d3 белая пешка · e3 чёрный король · g3 белый король · a2 чёрная пешка · g1 белый конь | e7 белый слон · h7 чёрная пешка · d5 чёрная пешка · h5 белая пешка · d3 белая пешка · e3 чёрный король · g3 белый король · a2 чёрная пешка · g1 белый конь | e7 белый слон · h7 чёрная пешка · d5 чёрная пешка · h5 белая пешка · d3 белая пешка · e3 чёрный король · g3 белый король · a2 чёрная пешка · g1 белый конь | e7 белый слон · h7 чёрная пешка · d5 чёрная пешка · h5 белая пешка · d3 белая пешка · e3 чёрный король · g3 белый король · a2 чёрная пешка · g1 белый конь | e7 белый слон · h7 чёрная пешка · d5 чёрная пешка · h5 белая пешка · d3 белая пешка · e3 чёрный король · g3 белый король · a2 чёрная пешка · g1 белый конь | e7 белый слон · h7 чёрная пешка · d5 чёрная пешка · h5 белая пешка · d3 белая пешка · e3 чёрный король · g3 белый король · a2 чёрная пешка · g1 белый конь | 1 |
|   | a | b | c | d | e | f | g | h |   |

Этюд братьев Платовых — один из самых известных в мире шахматных этюдов. Составлен братьями Василием и Михаилом Платовыми и опубликован в 1909 году.
Восхищение этим этюдом выражали многие ценители шахматной композиции, от Эмануила Ласкера до Владимира Ленина. Этюд получил первый приз на конкурсе газеты «Rigaer Tageblatt» в 1909 году, был сразу перепечатан в других российских и иностранных газетах. Неизменно включается в антологии лучших шахматных этюдов.

## Интерактивное решение этюда
[Тип "этюд"] 
[Автор "В. Н. Платов, М. Н. Платов"] 
[Год "1909"] 
[FEN "8/4B2p/8/3p3P/8/3Pk1K1/p7/6N1 w KQkq - 0 1 "] 
1. Bf6 d4 2. Ne2 a1=Q 3. Nc1!! Qa5 4.Bxd4+ Kxd4 5.Nb3+  1-0
1. Сf6 d4 2. Кe2!
Напрашивается 2. Кf3?, но этот ложный след приводит только к ничьей: 2… a1Ф 3. С:d4+ Ф:d4 4. К:d4 Кр: d4 5. Крg4 Кр: d3 6. Крg5 Крe4 7.Крh6 Крf5 8. Кр: h7 Крf6! 9. h6 Крf7=
2… a1Ф
Кажется, что по сравнению с ложным следом ничего не изменилось и после 3. С:d4+ Ф:d4 4. К:d4 опять будет ничья.
3. Кc1!!
Ход невероятной красоты и силы. Неожиданно выясняется, что белые грозят поставить мат 4. Сg5#. Брать коня ферзём нельзя из-за того же 4. Сg5+. После 3… Крd2 4. Кb3+ чёрные теряют ферзя. Бесполезно и 3… h6 4. Сe5. Остаётся единственный вариант:
3… Фa5 4. С:d4+! Кр:d4
Чёрные могут пойти 4... Крd2, однако это уже ничего не меняет:
5. Кb3+
После увода короля чёрных из-под шаха конь забирает ферзя; перевес в одну фигуру обеспечивает белым безоговорочную победу.

## Оценки
Судьи конкурса газеты «Rigaer Tageblatt» (1909 год), известные шахматные композиторы Янис Бетиньш и Карлис Бетиньш, так аргументировали высшее отличие данного этюда:

Из чрезвычайно простого и незаметного начального положения в ряде тонких и неожиданных ходов развивается роскошная главная игра. Построение этюда свидетельствует о высокой технике.

Второй чемпион мира (с 1894 по 1921 годы) Эмануил Ласкер заметил в своей статье о красоте в шахматах:

Каждый шахматист должен получить величайшее удовольствие от этого этюда. Почему? Потому ли, что выигрыш достигается с соблюдением строжайшей экономии средств? Потому ли, что обладающие большой подвижностью и сопротивлением фигуры чёрных при всех попытках, как по какому-то волшебству, становятся жертвой слабых фигур белых? Или потому, что белые во что бы то ни стало стремятся избежать ничьей? Может быть, по существу радует нас то, что банальное, обыкновенное побеждается здесь силой мысли.

В. И. Ленин 17 февраля 1910 года писал из эмиграции брату Дмитрию: «В „Речи“ увидел сегодня этюд, который решил не сразу и который мне очень понравился [далее приводится позиция]… Красивая штучка!»"
Теоретик шахматной композиции А. С. Гурвич в своём эссе «Шахматная поэзия» (1961) писал:

Какой богатый комплекс красивых идей таится в четырёхходовой игре этой простой и лёгкой позиции: мат, кажущийся нереальным, так призрачно его появление,— и четыре разных выигрыша ферзя, причём каждый из них не тот, что бросается в глаза в начальной позиции… А если бы кому-либо в практической борьбе посчастливилось проникнуть в тайны этой позиции и закончить её в свою пользу, то какая из «вечнозелёных» партий могла бы стать с ней рядом?!